# Kamour
Kamour es una comuna o municipio del departamento de Guerou, en la región de Assaba, en Mauritania. En marzo de 2013 presentaba una población censada de 8263 habitantes.
Se encuentra ubicada al sur del país, sobre el desierto del Sahara, cerca de la frontera con Senegal y Malí. Limita al norte con las comunas de El Ghayra y Soudoud, al este con la comuna de Nouamline, al sur con las comunas de Guerou y Oudey Jrid, y al oeste con la comuna de Guever.